# La febbre dell'oro (programma televisivo)
La febbre dell'oro (Gold Rush) è un programma televisivo statunitense del 2010, prodotto da Raw TV.
La serie segue le estrazioni dell'oro da parte di varie compagnie minerarie a conduzione familiare, principalmente nella regione del Klondike di Dawson City, Yukon, in Canada. Alla sua decima stagione all'inizio del 2020, le stagioni precedenti includevano sforzi minerari in Sud America e Nord America occidentale.
La serie è stata trasmessa per la prima volta negli Stati Uniti su Discovery Channel dal 3 dicembre 2010. Un adattamento italiano è stato trasmesso su Discovery Channel dal 3 agosto 2011. Attualmente viene trasmessa da DMAX canale del gruppo Discovery

## Trama

### Stagione 1
La prima stagione (intitolata Gold Rush: Alaska) vede sei uomini di Sandy, Oregon, una piccola città a 30 miglia (48 km) a sud-est di Portland, che, a causa della crisi economica, hanno perso il lavoro.  Essi hanno deciso di tentare la fortuna recandosi a Porcupine Creek, Alaska in cerca d'oro.

### Stagione 2
Nella seconda stagione, Todd Hoffman manca un pagamento al proprietario di Porcupine Creek e il veterano "Dakota" Fred Hurt ne approfitta per rilevare la concessione. La stagione riprende le imprese degli Hoffman nella loro nuova concessione in Klondike, Quartz Creek, quelle di Dakota Fred e suo figlio Dustin a Porcupine Creek e il lavoro del giovane Parker Schnabel e di suo nonno John nella miniera di Big Nugget.

### Stagione 3
Gli Hoffman tornano a Quartz Creek e ottengono un'altra concessione, Indian River, dove fanno lavorare una squadra di quattro membri capitanata da Dave Turin. Parker Schnabel diventa il capo di Big Nugget e tenta di rinnovarla con mezzi più moderni e più efficienti. Dakota Fred e Dustin tornano a Porcupine Creek con un nuovo 
equipaggio e con nuovi mezzi.

### Stagione 4
Gli Hoffman si trasferiscono nella giungla della Guyana, dove si possono ricavare cinquanta dollari d'oro al metro cubo di terra, ma riescono a estrarre solo 500 grammi d'oro e una ventina di piccoli diamanti. Dakota Fred, Dustin e il loro equipaggio tornano a Porcupine Creek per terminare gli scavi nel "Pozzo della Gloria" e ottengono una nuova concessione molto difficile da raggiungere, Cahoon Creek. Il diciottenne Parker Schnabel lascia Big Nugget e investe tutti i suoi risparmi in una nuova concessione in Klondike, Scribner Creek.

### Stagione 5
Mentre Parker Schnabel ritorna a Scribner Creek con nuovi macchinari, i Dakota Boys lasciano la loro concessione e decidono di porre fine alla loro caccia all'oro. Al loro posto arriva una nuova squadra di minatori, quella del "vichingo" Tony Beets, leggenda mineraria del Klondike, che si occupa del restauro di una draga per l'estrazione dell'oro vecchia più di 70 anni. Dopo il fallimento della giungla, gli Hoffman e Dave Turin (diventato loro socio al 50%) ritornano in Klondike con la loro squadra e acquistano una nuova concessione molto ricca, McKinnon Creek, nella speranza di risollevare la loro situazione economica.
Alla fine della stagione, Parker raggiunge i 79 kg per poco meno di 3 milioni di dollari. La squadra Hoffman/Turin estrae 42 kg per un totale di poco più di 1,6 milioni di dollari.

### Stagione 6
La sesta stagione è stata trasmessa in Italia a partire da mercoledì 17 febbraio 2016 alle 22:50 con uno speciale di 2 ore su Discovery Channel (Sky).
Tony Beets mette in moto la draga da 1 milione di dollari assumendo l'ex capocantiere di Parker, ma riuscirà a racimolare solo 700.000 dollari. Todd e Dave riescono nell'impresa di estrarre più del doppio dell'oro della passata stagione arrivando all'ottimo risultato di 94 kg; Todd perderà però la scommessa fatta con Parker che, dopo un difficile inizio, riuscirà a battere ogni record estraendo circa 103 kg di oro. Quest'ultimo, inoltre, compra la concessione affittata a Todd e questi, con suo grande disappunto, nella prossima stagione dovrà abbandonarla.

### Stagione 7
La settima stagione è stata trasmessa in Italia a partire da mercoledì 15 febbraio 2017 alle 22:50 con uno speciale di 2 ore su Discovery Channel (Sky) e preceduto mercoledì 8 febbraio 2017 sempre alle ore 22:50 su Discovery Channel con una puntata speciale ed in onore del nonno di Parker Schnabel, John Schnabel, deceduto a marzo 2016 e dal titolo "La febbre dell'oro: in ricordo di John Schnabel".
Todd tenta la fortuna in Oregon fallendo miseramente e sfasciando la squadra; grazie a Fred Dodge però termina l'estate in una miniera a Fairplay, in Colorado, riunendo la squadra e salvando la stagione con oltre 34 Kg; Dave Turin, dopo una furiosa lite con un uomo della squadra, lascia il gruppo. Tony Beets non riesce a portare a Paradise Hill la seconda draga, perdendo un mucchio di denaro e tempo, ma grazie ai figli termina la stagione con poco più di 65 Kg. La squadra di Parker Schnabel chiude con 134 Kg, per un valore di poco superiore ai 5 milioni di dollari, stabilendo l'ennesimo record della serie.

### Stagione 8
L'ottava stagione è stata trasmessa da mercoledì 21 febbraio a mercoledì 11 luglio 2018 alle 22:50 su Discovery Channel (Sky).
All'inizio della stagione Todd e Parker scommettono 3 kg d'oro su chi raggiungerà i 150 kg. Todd e Freddy Dodge avviano le estrazioni in Colorado tra mille difficoltà; in principio subiscono minacce da parte degli abitanti del luogo e addirittura subiscono un agguato a colpi di arma da fuoco, fortunatamente nessuno rimane ferito; in seguito la miniera di Fairplay viene chiusa per un lungo periodo a causa di diatribe legali con la Contea; a Freddy Dodge viene diagnosticato un tumore, che fortunatamente si rivelerà benigno; infine verso la fine della stagione i lavori vengono ostacolati da un gigantesco macigno (chiamato King Kong). Fra problemi, errori e distrazioni gli impianti (che secondo la scommessa dovevano essere 2 ma da Todd ne vengono utilizzati ben 3), Monster Red, Rasty Red e Doppio Guaio, poi sostituito dal Sacro Vaglio, per buona parte della stagione rimangono fermi ed è quindi un successo che la squadra di Todd riesca a racimolare poco più di 51 kg, sufficienti a coprire le spese ed a produrre un misero guadagno. Per Tony Beets è un'altra stagione fallimentare riguardo alla seconda draga, che resta per un altro anno a Thistle Creek a causa di diversi problemi alla chiatta che doveva trasportarla a Eureka Creek. In compenso i figli di Tony, Kevin e Monica, estraggono quasi 113 kg. Per Parker invece si tratta nuovamente di una grande stagione. Con 2 impianti, LuciForo e Big Red, estrae la bellezza di 195 kg (circa 7 milioni e mezzo di dollari), stabilendo il nuovo record della serie e stracciando Todd riguardo alla scommessa dei 150 kg. Inoltre prende accordi con un nuovo proprietario, vicino di Tony, per estrarre nei suoi terreni con un contratto molto più favorevole (10% sull'oro estratto contro il 20% di Tony Beets). Quest'ultimo (che solo nell'ultima stagione ha incassato da Parker circa 35 kg d'oro, portando il suo utile a quasi 150 kg) la prende male e, poiché Parker per raggiungere il nuovo terreno deve passare per le sue proprietà, lo ostacola in ogni modo. A fine stagione Parker si reca da Todd per fargli onorare la scommessa dei 3 kg (che donerà in beneficenza), lasciandolo con un pugno di mosche dopo l'ennesima stagione fallimentare. Per Todd sarà l'ultima stagione e anche Rick Ness prende la decisione di abbandonare Parker e mettersi in proprio.

### Stagione 9
La nona stagione ha debuttato l'11 ottobre 2018, con un episodio 0 intitolato "The Story So Far". L'episodio 1, "Declaration of Independence", è andato in onda il giorno successivo ed era incentrato su Rick Ness, che ora opera indipendentemente da Parker Schnabel, e Tony Beets e la sua famiglia. La stagione è composta da 21 episodi, con l'ultimo in onda il 20 marzo 2019.
Le squadre della nona stagione sono: Rick Ness (obbiettivo 30 kg), Parker Schnabel e la famiglia Beets (obbiettivo 185 kg); inoltre Tony, per il terzo anno, cerca di portare la seconda draga da Thistle Creek a Eureka Creek.
Rick giunge nel Klondike, sul terreno di Sheamus Christie, con un gruppo di amici ma l'inizio è alquanto travagliato. Infatti, a causa della prematura scomparsa della madre (da tempo malata di cancro), non ha avuto il tempo per organizzarsi a dovere ed inizia con molto ritardo dovendo ancora procurarsi il vaglio (Durt Reynolds) e altri macchinari, inoltre deve ancora costruire la sala di lavaggio. In suo soccorso arriva il veterano de "La febbre dell'oro" Freddy Dodge; ma anche il padre di Rick, Rick Senior, gli darà una grossa mano. Nonostante diversi problemi e il ritardo nell'inizio delle operazioni, sul filo di lana Rick e la sua squadra raggiungono e superano l'obbiettivo estraendo oltre 34 kg (per un valore di oltre 1,3 milioni di dollari) stabilendo il nuovo record per un "Rookie" nella serie (superando il precedente record di Parker che, nella quarta stagione, estrasse 32 kg al suo primo anno in Klondike a Scribner Creek). Rick può così ridistribuire gli utili dando circa 60.000 dollari in oro a ciascuno dei 6 membri della squadra.
Tony Beets, per il terzo anno, cerca di trasportare la seconda draga ad Eureka Creek e fra mille problemi, finalmente, raggiunge il suo intento; tuttavia una brutta sorpresa attende il “Vichingo”; all’atto del montaggio della draga si rende conto che mancano 30 tazze. Su suggerimento di un abitante di Thistle Creek si reca sul posto alla ricerca delle tazze mancanti ma ne ritrova soltanto 4; anche quest’anno la seconda draga resterà inutilizzata. Nel frattempo i figli di Tony, Monica (che si sposerà durante la stagione) e Kevin, estraggono con i loro impianti 136,5 kg, rimanendo ben lontani dall’obbiettivo; ad essi, però, si aggiungono gli oltre 40 kg in royalties che Parker verserà ai Beets per lo sfruttamento dei loro terreni.
Parker vorrebbe iniziare a scavare nel proprio terreno, acquistato sul finire della stagione precedente; tuttavia delle incomprensioni con il “vicino” Tony Beets, che gli impedisce il passaggio sul proprio terreno (unica via per raggiungere il lotto), non gli permettono di avviare l’estrazione ed il giovane Schnabel è costretto a tornare sui terreni (denominati “Last Cut”) della “Leggenda” del Klondike ed iniziare le operazioni con forte ritardo. Il nuovo caposquadra, al posto di Rick Ness, sarà Brennan Ruault. Durante la stagione, inoltre, il fido meccanico Mitch Blaschke si infortuna seriamente quando Parker si schianta con lui a bordo di un jet boat e dovrà abbandonare la squadra per qualche settimana. I 2 impianti (LuciForo e Big Red), nonostante diversi problemi e guasti, lavorano alla grande e sul finire di stagione Parker, una volta esauriti i terreni di Tony (ed essendosi finalmente chiarito con lui), riesce anche a lavorare per una trentina di ore sul proprio terreno (soprannominato da Mitch “Bank Cut”). I risultato finale è il nuovo record di estrazione per la serie, oltre 231 kg (di cui quasi 3 kg sul suo nuovo terreno che si rivela essere ottimo visto il pochissimo tempo in cui sono stati raccolti) per un valore vicino ai 9 milioni di dollari.
La stagione si è conclusa con uno speciale andato in onda il 27 marzo 2019.

### Altra programmazione

#### Aftershows e specials
Sono stati prodotti numerosi "aftershow" e specials che documentano azioni dietro le quinte, filmati aggiuntivi e interviste con minatori e membri dell'equipaggio.

#### Gold Rush: The Jungle
Tra la seconda e la terza stagione, Todd Hoffman e diversi membri dell'equipaggio si sono recati in un remoto sito in Guyana, Sud America, per determinare la fattibilità di aprire un'operazione lì durante le offseasons del Klondike. Il viaggio è stato mostrato in un singolo episodio della durata di un'ora. Anche se hanno scoperto l'oro sul sito di richiesta, non era una quantità sufficiente per coprire le spese elevate di estrazione mineraria del sito remoto che era accessibile solo camminando attraverso una giungla senza strade dopo un passaggio straziante del fiume. Mentre l'equipaggio Hoffman va in Guyana per la quarta stagione un anno dopo, data la bassa probabilità di redditività, Hoffman ha scelto di non perseguire l'impresa per la terza stagione. L'episodio si è concluso con il dubbio sul fatto che sarebbero tornati.

#### La febbre dell'oro: Sudamerica
Tra la terza e la quarta stagione, Todd Hoffman e diversi membri dell'equipaggio si recarono in Sud America alla ricerca di oro in Perù, Cile e Guyana. Questo è stato mostrato in diversi episodi, in una stagione estiva per Gold Rush.

#### La febbre dell'oro: il tesoro del fiume
La febbre dell'oro: il tesoro del fiume (Gold Rush: White Water) segue i "Dakota Boys" - "Dakota" Fred e suo figlio Dustin - mentre scavano il McKinley Creek a Haines Borough, Alaska, usando un metodo di dragaggio non convenzionale, tuffandosi nella serie di piscine alla base delle cascate di alta montagna. La prima stagione consisteva in nove episodi, in onda nel 2018 tra il 19 gennaio e il 16 marzo. La seconda stagione, composta di 10 episodi (più uno speciale d'apertura), è iniziata il 4 gennaio 2019.

## Episodi
| Stagione                                 | Episodi | Prima TV USA | Prima TV Italia |
| ---------------------------------------- | ------- | ------------ | --------------- |
| Prima stagione                           | 10      | 2010-2011    | 2011            |
| Seconda stagione                         | 20      | 2011-2012    | 2012            |
| Terza stagione                           | 16      | 2012-2013    | 2013            |
| La febbre dell'oro: Sudamerica           | 6       | 2013         | 2013            |
| Quarta stagione                          | 20      | 2013-2014    | 2014            |
| Quinta stagione                          | 25      | 2014-2015    | 2015            |
| Sesta stagione                           | 22      | 2015-2016    | 2016            |
| Settima stagione                         | 22      | 2016-2017    | 2017            |
| La febbre dell'oro: la sfida di Parker 1 | 5       | 2017         | 2017            |
| Ottava stagione                          | 20      | 2017-2018    | 2018            |
| La febbre dell'oro: la sfida di Parker 2 | 7       | 2018         | 2018            |
| Nona stagione                            | 22      | 2018-2019    | 2018-2019       |
| La febbre dell'oro: la sfida di Parker 3 | 10      | 2019         | 2019            |
| Decima stagione                          | 22      | 2019-2020    | 2019-2020       |
| La febbre dell'oro: la sfida di Parker 4 | 10      | 2020         | 2020            |

## Cast
- Todd Hoffman: è il capo del Team Hoffman. A quindici anni è andato in Klondike in cerca d'oro con suo padre, ma l'avventura ha avuto esito negativo. Dopo aver perso il lavoro nel 2010, prende in affitto la concessione di Porcupine Creek e tenta di fare fortuna con l'oro per la seconda volta. Nella quarta stagione sposta la sua attività nella giungla della Guyana sperando di trovare 50 chili d'oro, ma riesce a trovarne solo 600 grammi e alcuni diamanti. Abbandona la serie nella stagione numero otto, non farà più parte del cast
- Jack Hoffman: è il padre di Todd. Ha estratto l'oro in Alaska per 25 anni ed entra nell'equipaggio degli Hoffman per rivivere per la seconda volta il suo sogno di diventare un minatore professionista.
- "Dakota" Fred Hurt: è un minatore che lavora in Alaska da molti anni. Acquista Porcupine Creek all'inizio della seconda stagione e da allora cerca l'oro nel "Pozzo della Gloria", un'antica cascata che si trova nel mezzo della concessione. Abbandona la serie tra la quarta e la quinta stagione.
- Dustin Hurt: è il figlio di Dakota Fred. Compare per la prima volta nella seconda stagione a Porcupine Creek e nella quarta stagione si trasferisce nella concessione di Cahoon Creek per scoprire se questo terreno vergine è ricco d'oro. Abbandona la serie con il padre tra la quarta e la quinta stagione.
- Parker Schnabel: è il nipote di John Schnabel. Compare per la prima volta nella prima stagione quando, a soli quindici anni, viene inviato dal nonno John in aiuto degli Hoffman per mettere a punto il loro impianto di lavaggio a jig, dalla seconda stagione inizia a gestire la miniera di famiglia, Big Nugget. Nella quarta stagione decide di abbandonare l'Alaska e affitta Scribner Creek da Tony Beets, una concessione che si trova nel leggendario Klondike, dove, nella quarta stagione, riesce a trovare 30 chili d'oro; nelle stagioni successive progredirà esponenzialmente sino a raggiungere i 195 kg nell'ottava stagione. Nella nona stagione raggiunge 231 kg.
- John Schnabel: è il nonno di Parker nonché la leggenda fra i minatori del Klondike. Proprietario di Big Nugget, smette di lavorare nella terza stagione per problemi di salute, ma appare ancora in alcune puntate nelle quali va a fare visita a Parker nella sua nuova concessione. Deceduto nel 2016 gli viene dedicato un episodio in memoria prima della settima stagione.
- Dave Turin: è il braccio destro di Todd. Nel corso delle stagioni ha dimostrato di essere un uomo intelligente e paziente, motivo per cui nella terza stagione è stato messo dagli Hoffman a capo della loro seconda concessione, Indian River. Nella quinta stagione diventa socio al 50% di Todd. Abbandona la serie al termine della settima stagione.
- Melody Tallis: è una donna che lavora con Dakota Fred e Dustin nella loro concessione. Ha iniziato ad estrarre l'oro nel 2002 e dalla terza stagione lavora a Porcupine Creek. Abbandona la serie tra la quarta e la quinta stagione con Dakota Fred e Dustin.
- Rick Ness: è un esperto autista di macchinari pesanti. Compare per la prima volta nella terza stagione come nuovo membro della squadra di Big Nugget e da allora segue Parker il tutte le sue avventure. Lascerà la squadra di Parker al termine dell'ottava stagione.
- Tony "il vichingo" Beets: è un esperto minatore di origini olandesi che vive in Klondike da oltre trent'anni. Oltre ad essere il proprietario della concessione di Parker, gestisce l'enorme miniera di Paradise Hill. Nella quinta stagione inizia a restaurare con la sua squadra un enorme impianto di lavaggio vecchio di 70 anni, nella speranza di rimetterlo in funzione e trovare milioni di dollari d'oro. Nella settima ed ottava stagione tenta inutilmente di portare un'altra draga a Eureka Creek.

## Produzione
Nel 2010, Todd Hoffman ha affermato che una rete televisiva stava documentando le sue estrazioni dell'oro dopo aver raggiunto un accordo con una società di produzione britannica che, tramite un sondaggio online, richiedeva idee su reality show. Hoffman inviò loro una e-mail dove raccontava in cosa consisteva la sua idea: documentare un gruppo di minatori durante l'estrazione dell'oro.
Nell'aprile dello stesso anno, dopo il consenso di Raw TV, Hoffman decise di partire in Oregon per girare una presentazione della serie dalla durata di quattro minuti che sarebbe stata utilizzata per raccogliere l'interesse da parte di qualche rete televisiva. Successivamente, Discovery Network decise di comprare la serie e il produttore esecutivo Christo Doyle apprezzò l'inerenza della serie in base ai temi trattati nelle diverse produzioni della rete televisiva.

## Curiosità
- Nella seconda stagione la casa di Dakota Fred viene quasi completamente distrutta da un'alluvione.
- Durante le cinque stagioni John viene colpito da due infarti, nessuno dei quali letale.
- Nella quinta stagione (la sua seconda in Klondike) Parker estrae circa 70 chili d'oro, battendo tutti i record degli altri minatori.
- Dalla terza stagione il programma è sponsorizzato dalla Volvo, che fornisce ai minatori le escavatrici e i macchinari necessari per estrarre l'oro.
- A metà della quinta stagione muore James Harness, il meccanico degli Hoffman nelle prime due stagioni.
- Dopo il disastro della giungla gli Hoffman riescono a "risorgere dalle ceneri" trovando circa 42 chili d'oro a McKinnon Creek.